# 紀伊大島

紀伊大島的空中照片。圖像左下對岸是潮岬的東岸。這張照片攝於1975年（昭和50年），當時串本大橋還未建成。

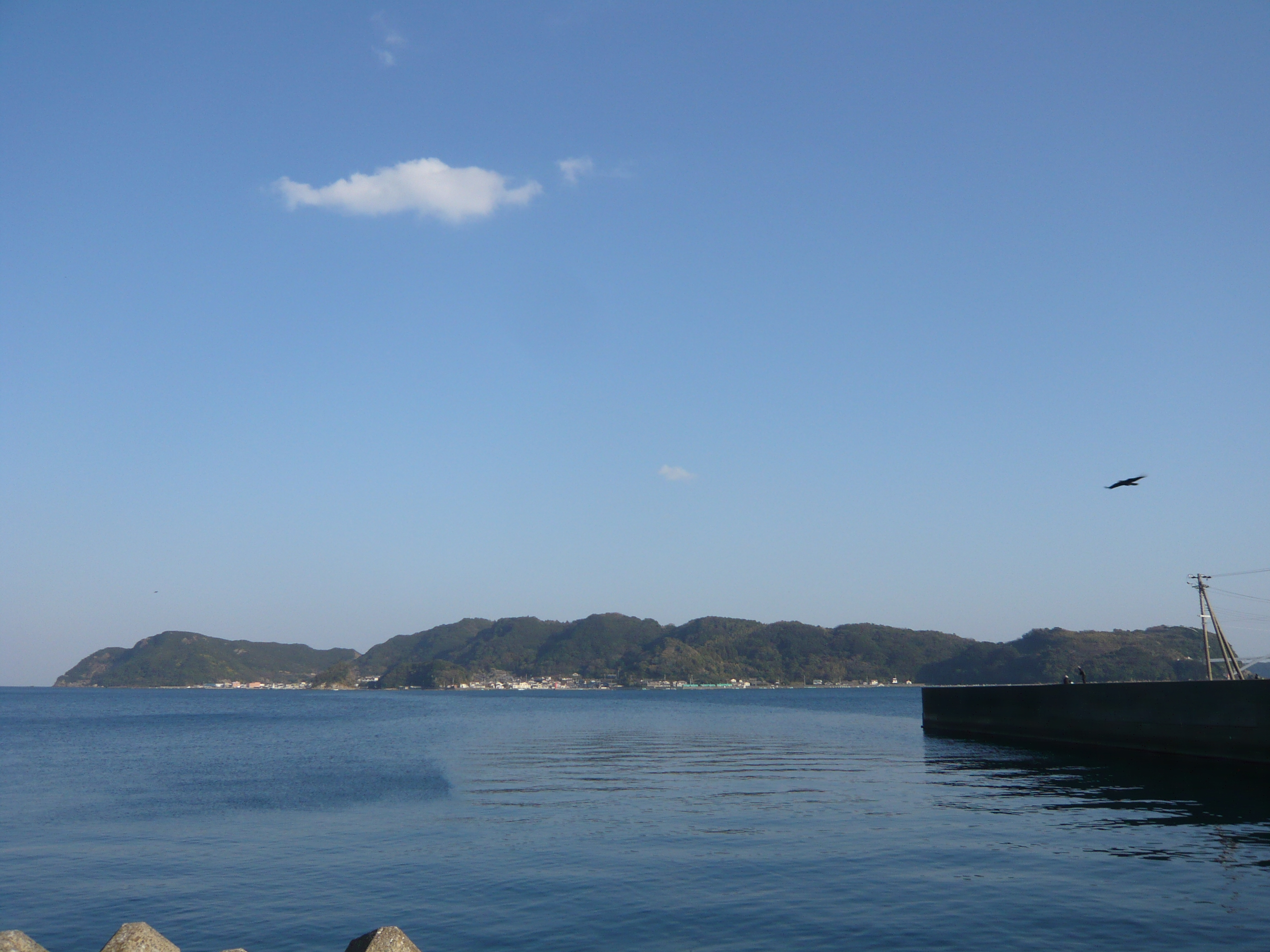
紀伊大島全景

紀伊大島（きいおおしま）是位於和歌山縣東牟婁郡串本町沖合大約1.8公里的海上的島嶼。
面積約為9.68平方公里，周長28公里，為和歌山縣下的最大島嶼。傳統上被稱為“大島”，也被叫做“串本大島”。
人口約為1,000人，是和歌山縣唯一的離島振興對策實施地區。
1890年（明治23年）此島的海域由於颱風引發了埃爾圖魯爾號戰艦遇難事件。

## 地理
紀伊大島位於潮岬和苗我島的東側，與本州最近的地方約1.8公里，與潮岬距離只有大約1公里。島的海岸線除了西側部分外，其餘地區明顯發展有海蝕崖，島的東端有顯著突出的樫野埼，附近海域散布著暗礁。海岸線曲折，受到黑潮影響，其中一部分水流會流向本島，因此這裡的漁業資源豐富，島內散布著依賴農業的半農半漁的村落。島上有約100公頃的耕地，其中60%為田地。
島的北部土地侵蝕嚴重，而南部則保留了平坦的土地，有樫野、峰地、須江等集落。面積為9.68平方公里，周長28公里，東西長約8公里，南北長約2.5公里。

## 歷史
紀伊大島自古以來便有來自太地和串本的漁民進行漁業。大島港，作為島嶼的中心港口，自江戶時代起就成為從江戶至大阪航線上的避風港和避難港，許多船隻在此停泊，同時也是一個繁榮的漁港。捕鯨業在此亦有悠久歷史，在捕鯨業興盛時期，大島港曾設有日本水產的捕鯨基地。
1869年4月，由理查德·布蘭頓指揮，阿奇博爾德·布蘭代爾和科林·亞歷山大·麥克韋恩監督，在樫野埼和半島一側的潮岬開始建造燈塔，麥克韋恩還撰寫了簡短的停留紀錄。同年10月，英國海軍測量船「西爾維亞號」返回該地。

### 沿革
- 1889年（明治22年）4月1日 - 隨著町村制的施行，由東牟婁郡大島浦、須江浦、樫野浦的區域合併成立大島村[1]。
- 1958年（昭和33年）1月15日 - 大島村被編入西牟婁郡串本町。
- 2005年（平成17年）4月1日 - 隨著串本町的市町村合併[2]，再次成為東牟婁郡的一部分。

## 觀光

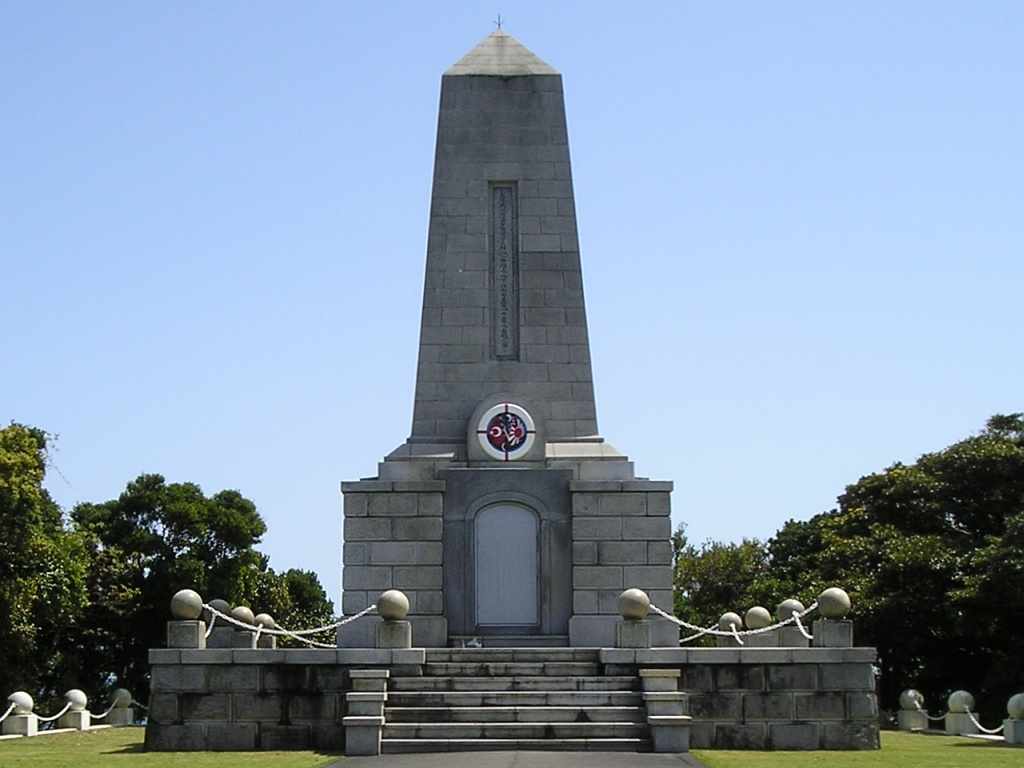
軍艦遭難慰靈碑

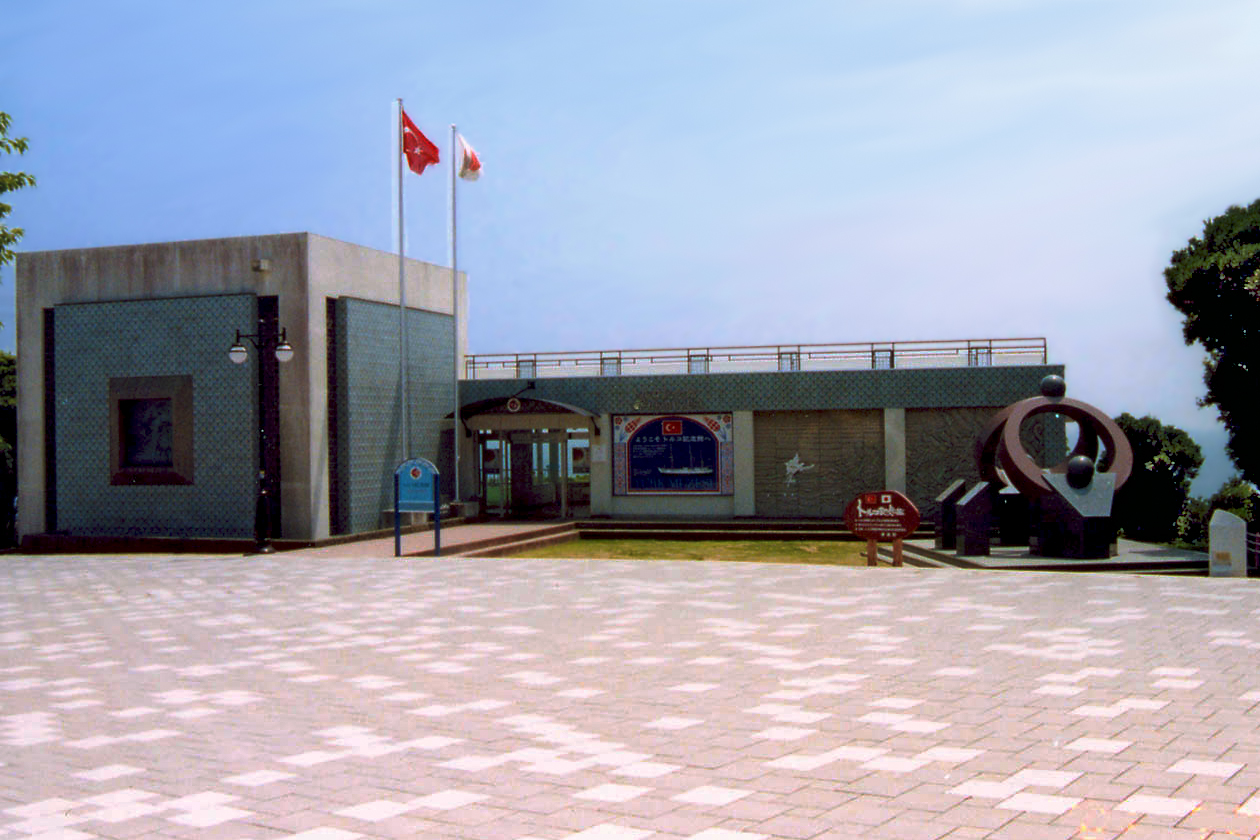
土耳其紀念館

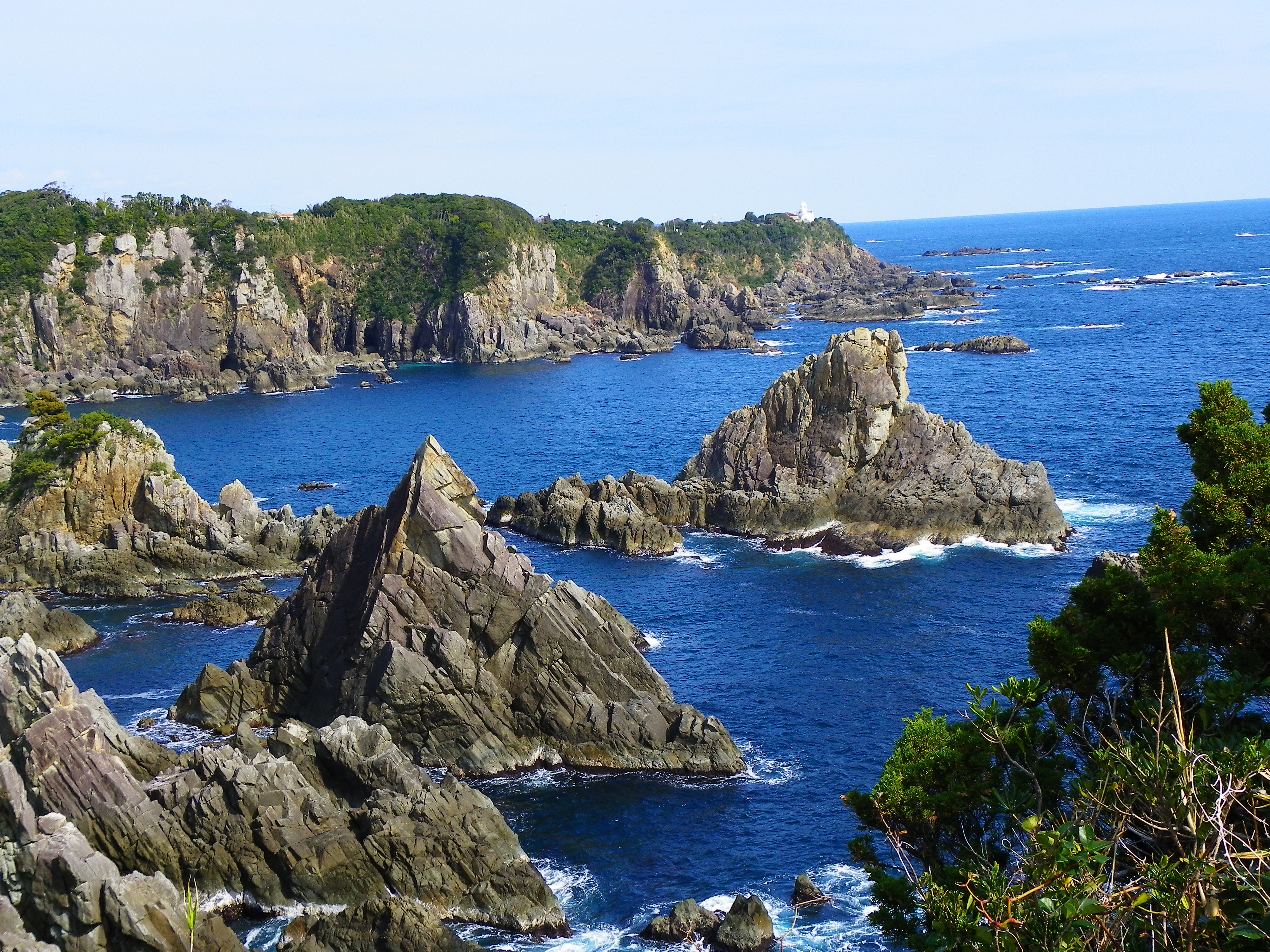
海金剛

紀伊大島除了自身的自然美景外，還與潮岬和橋杭岩等地一同構成了吉野熊野國立公園的一部分。由於海產豐富，海景迷人，吸引了許多以釣魚和潛水為目的的遊客。
串本大橋
串本大橋連接紀伊大島與本州的潮岬，由兩座不同類型的橋樑組成，分別是386米長的迴旋橋和290米長的拱橋。這座橋的建設長久以來是當地居民的夢想，終於在1999年（平成11年）9月8日隨著和歌山縣道樫野串本線的開通而實現。橋樑的開通大大便利了大島與本州之間的交通，縮小了兩地之間的差距。該橋還曾是第四代鈴木Swift汽車廣告的拍攝場景。
蓮生寺（れんしょうじ）
位於島嶼西部，大島港附近，以出現在悲傷傳說中的遊女而聞名。是臨濟宗的寺廟。
水門神社（みなとじんじゃ）
位於蓮生寺的南邊。祭神為誉田別命（ほむたわけのみこと）。每年2月11日的「水門祭」（和歌山縣指定無形民俗文化財）當天舉行櫂傳馬賽等活動。
樫野埼（かしのざき）
島的東端突出的樫野埼，設有紀念1791年（寬政3年）美國商船「華盛頓夫人號」來訪的日美修交紀念館。此外，樫野埼還有紀念1890年（明治23年）土耳其軍艦「埃爾圖魯爾號」在紀伊大島樫野埼燈塔東方海域遭難、造成587名犧牲的埃爾圖魯爾號戰艦遇難事件的土耳其軍艦遭難者慰靈碑和土耳其紀念館，以及建於1870年（明治3年）的樫野埼燈塔，為日本最古老的石造燈塔。
海金剛（うみこんごう）
島的南側海岸有連綿的斷崖絕壁，稱為海金剛，受到狂浪侵蝕。從附近的鷹之巢展望台可俯瞰此景觀。
其他
島的中央北部有大森山（海拔約171.2米），中央南部則有須江白野海水浴場，島上還設有京都大學附設的亞熱帶植物園和紀伊大島實驗所，以及航空自衛隊中部航空警戒管制團的雷達基地等設施。

## 文化財產
- 土耳其軍艦遭難者墓地 - 和歌山縣指定史跡（於1959年1月8日指定）[4]
- 大島水門祭 - 和歌山縣指定無形民俗文化財（於1972年4月13日指定）[5]
- 櫂傳馬競漕 - 在大島港舉行的水上馬船競賽[3][6]。

## 學校
串本町立大島小學位於此島上。

## 交通
串本大橋從連接本州的潮岬延伸而來。公共交通方面，串本町社區巴士在串本町立醫院、串本車站與樫野燈塔口之間每日運行6趟往返。在串本車站前，通常可以看到來自紀伊大島的大島計程車在等候。

## 外部連結
- 串本大橋架橋事業概要 （页面存档备份，存于）
- 串本町官方頁面 （页面存档备份，存于）
- 南紀串本觀光協會 （页面存档备份，存于）